# Dianthus harrissii
Dianthus harrissii är en nejlikväxtart som beskrevs av K.H. Rechinger. Dianthus harrissii ingår i släktet nejlikor, och familjen nejlikväxter. Inga underarter finns listade i Catalogue of Life.